# Lefamulină
Lefamulina (cu denumirea comercială Xenleta) este un antibiotic din clasa pleuromutilinelor, fiind utilizat în tratamentul pneumoniei comunitare la adulți. Căile de administrare disponibile sunt intravenoasă și orală.
În Europa, a fost aprobată pentru uz medical în iulie 2020.